# Thalenessa stylolepis
Thalenessa stylolepis är en ringmaskart som beskrevs av Willey 1905. Thalenessa stylolepis ingår i släktet Thalenessa och familjen Sigalionidae. Inga underarter finns listade i Catalogue of Life.